# Бреј ан Ланоа
Бреј ан Ланоа (фр. Braye-en-Laonnois) насеље је и општина у североисточној Француској у региону Пикардија, у департману Ен (Пикардија) која припада префектури Лаон.
По подацима из 2011. године у општини је живело 223 становника, а густина насељености је износила 27,56 становника/km². Општина се простире на површини од 8,09 km². Налази се на средњој надморској висини од 96 метара (максималној 196 m, а минималној 63 m).

## Демографија
| 1962. | 1968. | 1975. | 1982. | 1990. | 1999. | 2011. |
| ----- | ----- | ----- | ----- | ----- | ----- | ----- |
| 233   | 237   | 229   | 209   | 192   | 195   | 223   |

График промене броја становника у току последњих година